# Auster Aircraft
Pour les articles homonymes, voir Auster.
 (juin 2023).
Si vous disposez d'ouvrages ou d'articles de référence ou si vous connaissez des sites web de qualité traitant du thème abordé ici, merci de compléter l'article en donnant les références utiles à sa vérifiabilité et en les liant à la section « Notes et références ».
Auster Aircraft Ltd est un constructeur aéronautique britannique créé en mars 1946 par renommage de l'entreprise Taylorcraft Aeroplanes (England), Ltd (cette dernière formée en 1939), installée à Rearsby, Leicestershire. Elle a été rebaptisée pour éviter toute confusion avec la firme américaine Taylorcraft Aircraft Corporation of America, mais aussi pour ne plus avoir de droits de licence à reverser à celle-ci. 
Conçu à partir du Taylorcraft Auster Mk V d’observation d’artillerie, l’Auster J/1 Autocrat fut le premier avion civil léger à entrer en production en Grande-Bretagne à la fin de la guerre, quelque 400 exemplaires étant vendus à un prix dépassant à peine les 1000 Livres Sterling. Il fut aussi à l’origine d’une famille prolifique d’avions légers à usage civil ou militaire. Car malgré la mise sur le marché civil des Auster OAP des surplus de la RAF, on vit apparaître dès 1946 les modèles suivants : J/2 Arrow, J/3 Atom et J/4 Archer. Mis à part un monoplan de travail agricole (Auster B.8 Agricola), un engin cible (Auster B.3) et un hélicoptère léger (Auster B.9) qui ne dépassa pas le stade d’essais statiques, Auster a produit uniquement des machines dérivées des A.O.P., donc des monoplans à aile haute en bois entoilé. 
3868 avions furent produits à Rearsby jusqu’en 1960. En 1959, pour tenter de moderniser le catalogue, il fut décidé de remplacer les moteurs anglais Cirrus Minor et Gipsy Major par des Lycoming, puis on envisagea d’introduire des trains d'atterrissage tricycles. Il était trop tard pour lutter contre les importations massives d’avions légers d’origine américaine. Rachetée 525 000 livres sterling par Pressed Steel Company en 1960, Auster Aircraft Company fusionna avec F.G. Miles Ltd pour créer un pôle national de construction d’avions légers, la British Executive and General Aviation Ltd (Beagle), qui devait poursuivre le développement et la construction des avions de la famille Auster jusqu’en 1968. 

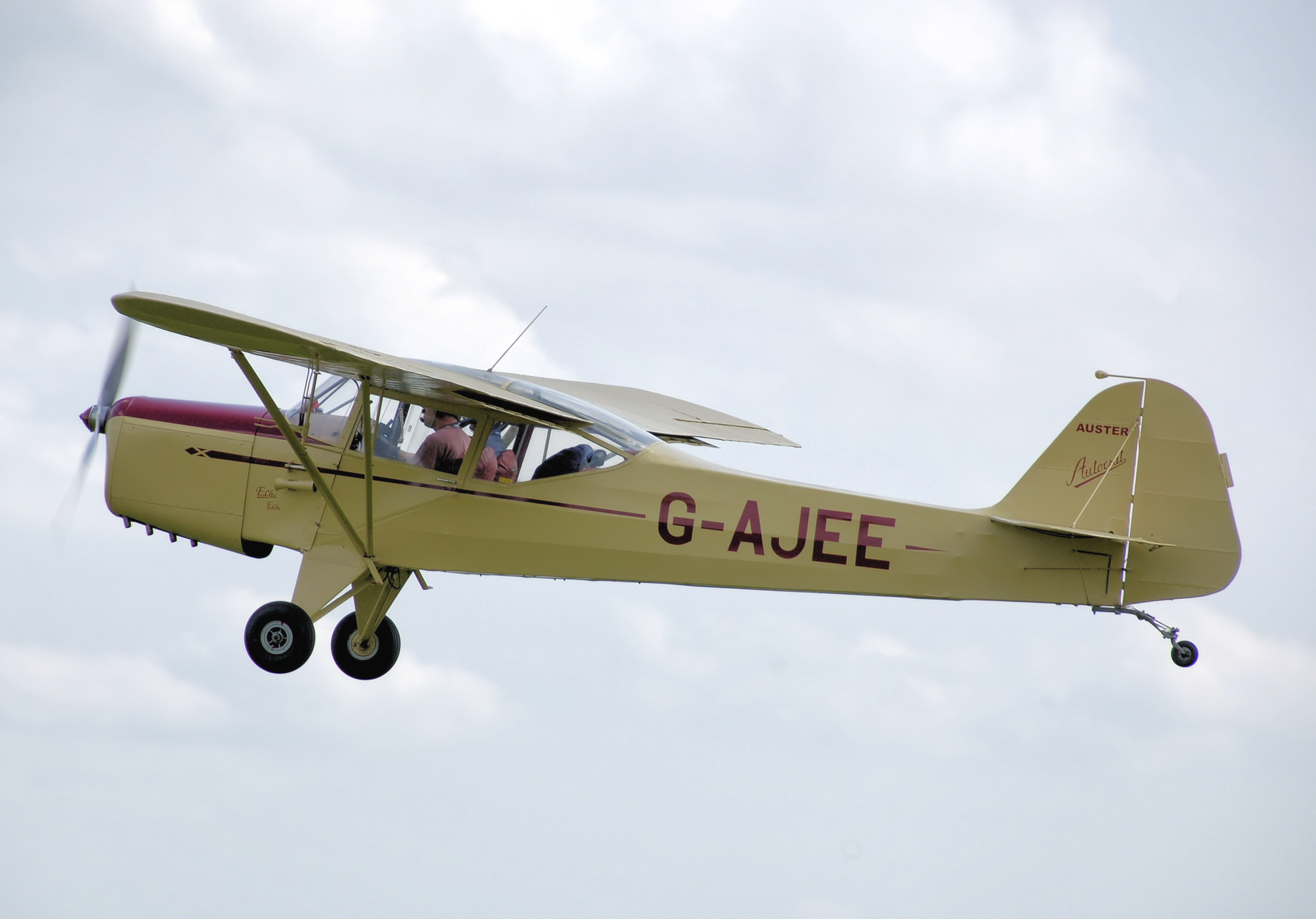
Auster Autocrat 5J1, construit en 1946
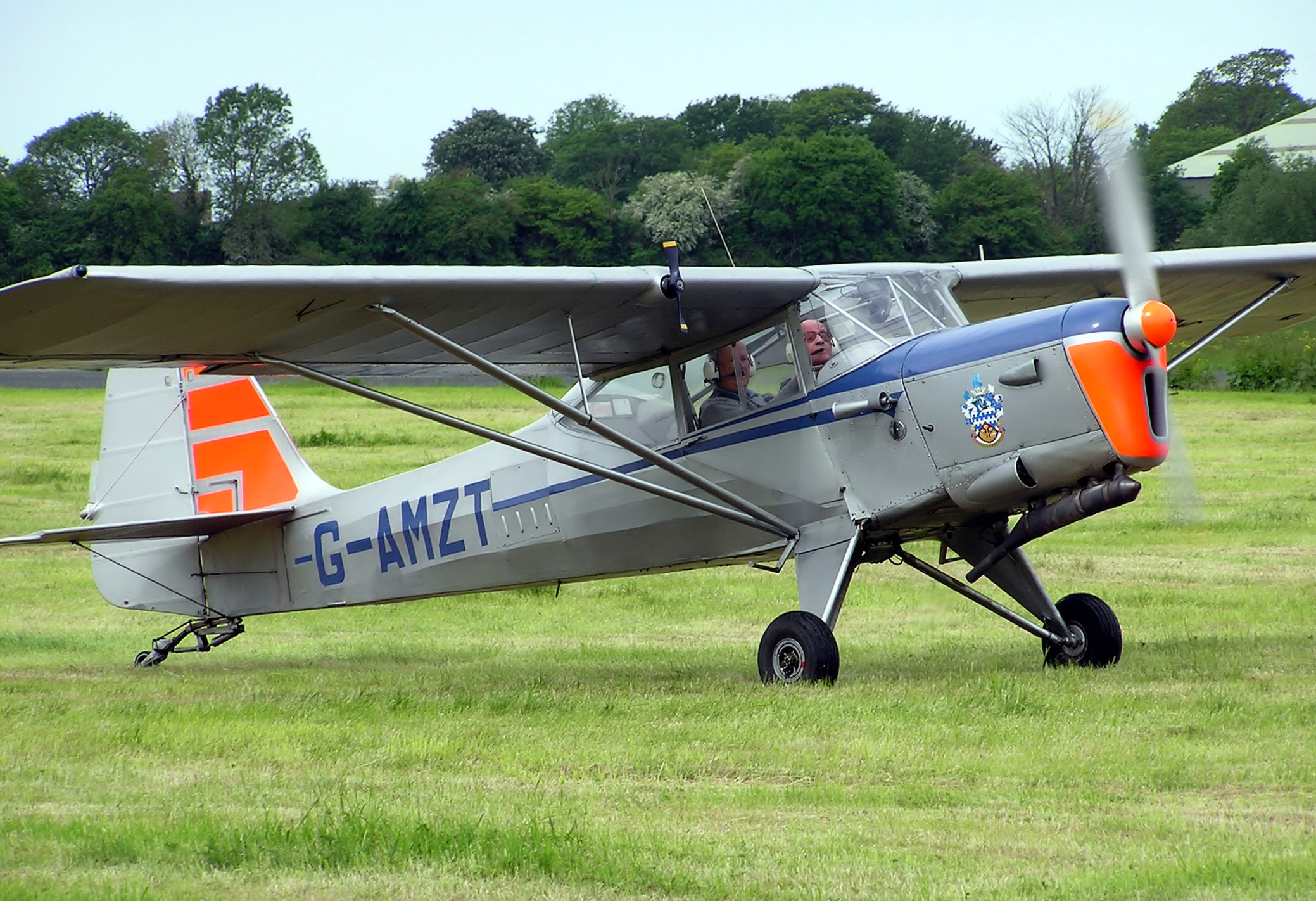
Auster J/5F Aiglet Trainer de 1953
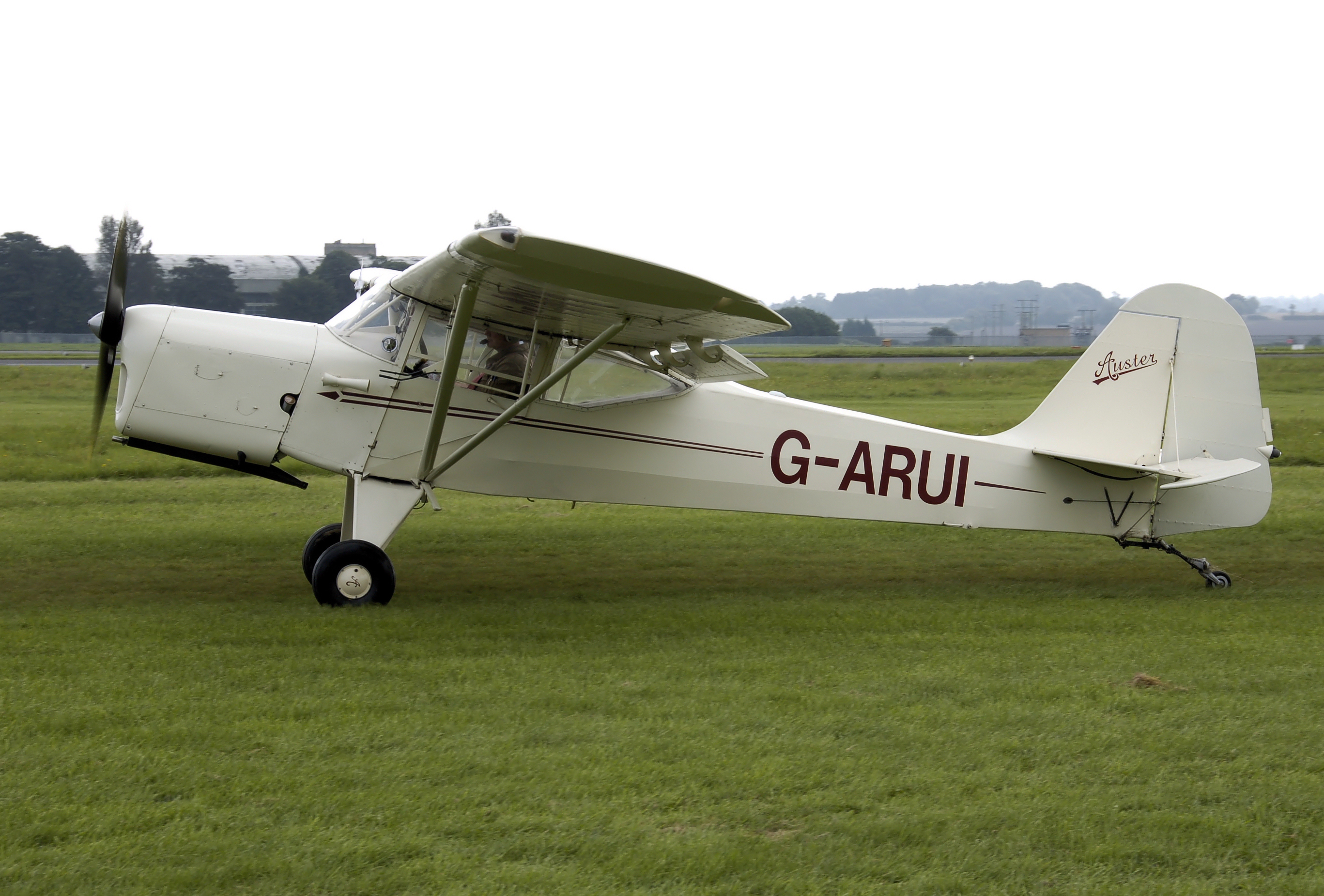
Beagle A.61 Terrier de 1962